# Alessandro Florenzi
Alessandro Florenzi (n. 11 martie 1991, Roma, Italia) este un fotbalist italian, care joacă pe post de mijlocaș la Milan în Serie A. Pe plan internațional, are prezențe la națională pentru Italia U21⁠(d), Italia și Italia U20⁠(d).

## Palmares

### Club
Roma
Vice-campion
- Serie A (2): 2013–14, 2014–15,  2016–17
- Coppa Italia (1): 2012–13

### International
Naționala Italiei sub-21
Vice-campion
- UEFA European Under-21 Championship (1): 2013

### Individual
- Volkswagen MLS All-Star Game MVP: 2013
- Pallone d'Argento: 2015–16[5]